# Rosemont (California)
Rosemont es un lugar designado por el censo ubicado en el condado de Sacramento en el estado estadounidense de California. En el año 2000 tenía una población de 22,904 habitantes y una densidad poblacional de 2,063.4 personas por km². Rosemont forma parte del área metropolitana de Sacramento.

## Geografía
Rosemont se encuentra ubicado en las coordenadas 38°32′58″N 121°21′22″O / 38.54944, -121.35611. Según la Oficina del Censo, la ciudad tiene un área total de 11,1 km² (4,3 mi²), de la cual 11,1 km² (4,3 mi²) es tierra y 0 km² (0 mi²) (0%) es agua.

## Demografía
Según la Oficina del Censo en 2000 los ingresos medios por hogar en la localidad eran de $45,044, y los ingresos medios por familia eran $48,148. Los hombres tenían unos ingresos medios de $36,931 frente a los $30,326 para las mujeres. La renta per cápita para la localidad era de $19,467. Alrededor del 11.4% de la población estaban por debajo del umbral de pobreza.